# Провинциальный парк Кветико
Провинциальный парк Кве́тико (англ. Quetico Provincial Park) — большой заповедный парк в Северо-Западном Онтарио, Канада, известный своими возможности для путешествий на каноэ и рыбалки.
Этот парк площадью 4760 км² (1 180 000 акров) разделяет свою южную границу с заповедником Миннесоты под названием Пограничные Воды (Boundary Waters), который является частью Национального Леса Великий (Superior). Оба эти большие заповедники часто называю Пограничными Водами (Boundary Waters) или территорией Кветико-Супериор (от названия озера Великое (Superior)).

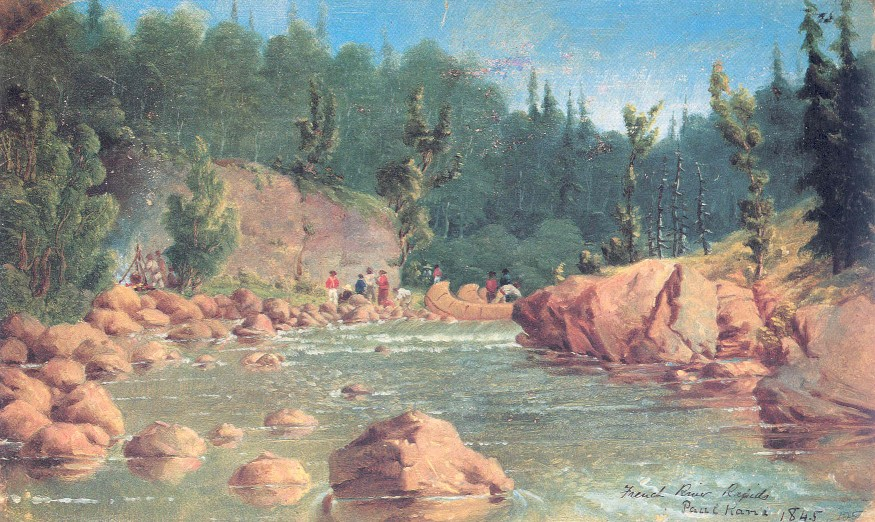
Пол Кейн. Перекаты Френч-Ривер, 1845